# Castell de Matsuyama

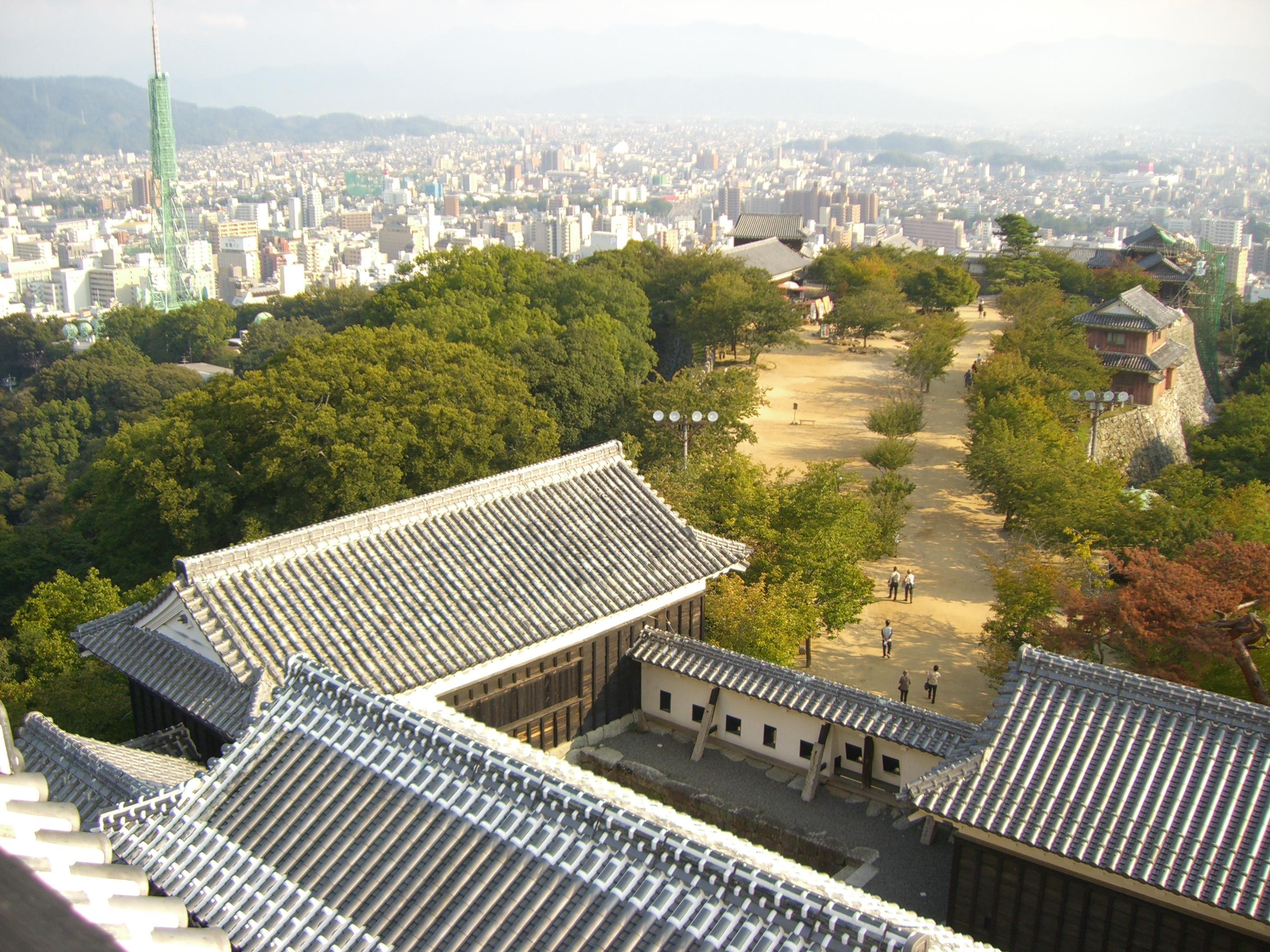
Vista des del castell

El castell Matsuyama (松山城, Matsuyama-jō) és un castell japonès que es troba al centre de la ciutat de Matsuyama de la prefectura d'Ehime, al cim del mont Katsu (勝山, Katsu-yama). També és conegut com a castell Kinki (金亀城, Kinki-jō) o com a castell Katsuyama (勝山城, Katsuyama-jō).

## Característiques
Consta d'un cos principal (大天守, daitenshu) comunicat al cos secundari (小天守, kotenshu), sumiyagura sud (南隅櫓, minami-sumiyagura) i sumiyagura nord (北隅櫓, kita-sumiyagura) a través de passadissos (渡り櫓, watari-Yagura). Per això es tracta d'un castell de cossos interconnectats (連立式城郭, renritsu-shiki jōkaku), que juntament amb els castells Himeji i Wakayama (和歌山城, Wakayama-jō) Conformen els tres principals castells d'aquest tipus de distribució.
També és classificat com a Castell de muntanya a la plana (平山城, Hirayama-jiro), que fa referència a un castell que es construeix sobre alguna elevació en una plana.
És un Patrimoni Cultural d'Importància (重要文化財, Jūyō Bunkazai) per al Japó.